# Экрот, Петронелла
Хильда Петронелла Экрот (швед. Hilda Petronella Ekroth; род. 12 декабря 1989, Askim, Гётеборг-Бохус) — шведская футболистка, выступавшая на позиции защитника.

## Клубная карьера
Петронелла Экрот начинала свою карьеру футболистки в клубе Дамаллсвенскана «Юргорден». Впоследствии она выступала за такие шведские клубы как «Линчёпинг», АИК, «Тюресо», «Джитекс», «Хаммарбю» и вновь за «Юргорден».
17 июля 2018 года Петронелла Экрот подписал контракт с итальянским «Ювентусом». После одного года, проведённого за границей, Экрот вернулась на родину, в свой бывший клуб «Юргорден» 10 июля 2019 года.

## Карьера в сборной
Экрот представляла Швецию, играя за её молодёжные сборные разных возрастных уровней, проведя в общей сложности более 30 матчей.

## Личная жизнь
Ивонна, мать Петронеллы Экрот, является футбольным тренером, она работала в «Юргордене», в то время когда её дочь занималась там футболом. Младший брат Петронеллы Оливер Экрот тоже играет в футбол, представляя шведский клуб «Дегерфорс». Помимо своей игровой карьеры Экрот также работала в качестве комментатора и студийного аналитика для канала Eurosport.

## We Play Strong
Экрот является одним из официальных послов УЕФА для #WePlayStrong, кампании в социальных сетях и блогах, которая была запущена в 2018 году. Эта акция, в которую первоначально входили профессиональные футболистки Сара Задразил, Юнис Бекман, Лаура Фейерзингер и Лиза Эванс, а теперь также Экрот и Шэнис ван де Санден, рассказывает о повседневной жизни женщин-профессиональных футболистов. Цель этой кампании по словам Эванс состоит в том, «чтобы как можно больше продвигать женский футбол и сделать так, чтобы люди действительно знали о женском футболе». «Конечная цель состоит в том, чтобы сделать футбол самым популярным видом спорта среди женщин к 2020 году. Это является инициативой УЕФА, направленной на то, чтобы больше женщин и девочек играли в футбол, независимо от того, хотят они быть профессионалами или нет».

## Достижения
- Дамаллсвенскан:

Чемпион: 2009,
- Суперкубок Швеции:

Победитель: 2010
- Чемпионат Италии:

Чемпион: 2019
- Кубок Италии:

Победитель: 2019